# NBA All-Star Game 1999
Le NBA All-Star Game de 1999 n'a pas eu lieu pour cause de la grève (Lockout).